# Nagy Katalin – A kezdetek
A Nagy Katalin – A kezdetek (eredeti cím: The Great) egy 2020-as komédia-dráma sorozat, melyet a Hulu streaming-szolgáltató mutatott be, Magyarországon pedig az HBO. Saját megnevezése szerint is "egy hellyel-közzel igaz történet", mely csak nagyon lazán vesz alapul történelmi tényeket, Nagy Katalin orosz cárnő felemelkedéséről. Az első évadot 2020. május 15-én mutatták be, a második évadot 2021. november 19-én, a harmadik, utolsó évadot 2023. május 12-én. A főszerepben Elle Fanning látható, mint Nagy Katalin, Nicholas Hoult pedig kettős szerepben III. Péter cárt és dublőrjét, Jemeljan Pugacsovot alakítja.
A sorozat alkotója Tony McNamara ausztrál drámaíró és rendező, aki saját, 2008-ban készített előadását vette alapul.

## A sorozatról
Alapvetően egy szatirikus, sokszor profán, trágárságoktól és szürrealitástól sem mentes produkció. A cselekmény Nagy Katalin Oroszországba érkezéséről szól és útjáról a hatalomba. A történet gyakorlatilag teljes egészében fikciós, Nagy Katalin és III. Péter cár házaséveit mutatja be, a valósághoz képest átalakított módon. III. Péter személyét összevonták II. Péterével, és gyakorlatilag mint Nagy Péter cár fiát mutatják be. VI. Iván mint kisgyerek jelenik meg az első epizódokban, Erzsébet pedig egyszerűen csak III. Péter kissé habókos nővére, nem pedig orosz cárnő. Egyes karaktereket indiai illetve afrikai származású színészek alakítanak, amely szintén nem felel meg a történelmi valóságnak.
Nagy Katalin hatalmas lelkesedéssel érkezik meg Németföldről, hogy hozzámenjen Péter cárhoz. Sajnos csalódnia kell: leendő férje iszákos, közönséges, narcisztikus, impulzív, és a világ legtermészetesebb dolgaként kezeli, hogy fűvel-fával megcsalja nejét. Katalin hamarosan meggyűlöli őt, és szövetségeseket kezd el keresni a megbuktatására. Ám Péter cár, legyen bármekkora semmirekellő is, okos észjárású, és emiatt megkezdődik az udvarban a játszmák sorozata.

## Szereplők
| Szereplő                         | Színész            | Magyar hang        |
| -------------------------------- | ------------------ | ------------------ |
| Nagy Katalin                     | Elle Fanning       | Andrusko Marcella  |
| III. Péter cár Jemeljan Pugacsov | Nicholas Hoult     | Ágoston Péter      |
| Marial                           | Phoebe Fox         | Szávai Viktória    |
| Grigorij Orlov                   | Sacha Dhawan       | Kovács Lehel       |
| Grigor Gyimov                    | Gwilym Lee         | Szatory Dávid      |
| Georgina Gyimova                 | Charity Wakefield  | Martinovics Dorina |
| Érsek                            | Adam Godley        | Mertz Tibor        |
| Velementov tábornok              | Douglas Hodge      | Besenczi Árpád     |
| Erzsébet                         | Belinda Bromilow   | Kiss Eszter        |
| Raszkolnyikov gróf               | Richard Pyros      |                    |
| Arkagyij                         | Bayo Gbadamosi     |                    |
| Lev Voronszkij                   | Sebastian de Souza | Fehér Tibor        |

### Visszatérő szereplők
- Danusia Samal mint Antonia Szvenszka
- Louis Hynes mint Vlad
- Freddie Fox mint Hugó svéd király (magyar hangja Molnár Levente)
- Florence Keith-Roach mint Tatjána
- Jamie Demetriou mint Csekov doktor
- Christophe Tek mint Tatár Nick
- Charlie Price mint Iván
- Alistair Green mint Szmolnij gróf
- Abraham Popoola mint Alekszej Rosztov
- James Smith mint Gorkij gróf
- Stewart Scudamore mint Tolszten
- Phill Webster mint palotaőr
- Adam Darlington mint inas
- Dustin Demri-Burns mint Voltaire
- Christianne Oliveira mint Bjelanova grófnő
- Blake Harrison mint Szvenszka ezredes
- Julian Barratt mint Dr. Vinodel (2. évad)
- Gillian Anderson mint Johanna Erzsébet schleswig–holstein–gottorpi hercegnő (2. évad)
- Jason Isaacs mint Nagy Péter cár (2. évad)
- Raphael Acloque mint Szunduk nagykövet (2. évad)

## Epizódok

### Első évad (2020)
| Sor. | Év. | Cím                                                               | Rendező       | Író                           | Premier                            |
| --- | --- | ----------------------------------------------------------------- | ------------- | ----------------------------- | ---------------------------------- |
| 1. | 1.  | A kezdetek (The Great)                                            | Matt Shakman  | Tony McNamara                 | 2020. május 15. 2020. június 2.    |
| A fiatal, művelt és rendkívül optimista Katalin hozzámegy Péterhez, Oroszország cárához. Hamarosan nagy csalódások érik, amikor meglátja, hogy Péter kicsapongó, frivol életet él, és elég kegyetlen is; az orosz népet semmibe veszi a nemesség, a nők nem részesülhetnek oktatásban, a vallás pedig áthatja az élet minden részét. Katalin barátnője Marial lesz, az egykori nemeskisasszony, akit jobbágysorba taszítottak. Arra is rájön, hogy Péter szeretője Georgina, aki gyerekkori jóbarátjának, Grigornak a felesége, és ezért eltűri a viszonyt. Péter engedélyt ad egy iskola építtetésére, amit felégettet, mikor megtudja, hogy lányokat oktatnának ott. Mikor Péter lelövi a medvét, amit Katalinnak ajándékozott korábban, a nő nyilvánosan felpofozza őt, ami miatt később megfenyegeti. Katalin, aki rabnak érzi magát, meg akar szökni Marial segítségével, de Péter megneszeli, és büntetésből vízben fojtogatja. Katalin már az öngyilkosságot fontolgatja, amikor megtudja: az orosz törvények értelmében ha egy uralkodó örökös nélkül hal meg, a trónja a nejére száll. |     |                                                                   |               |                               |                                    |
| 2. | 2.  | Álszakáll (a fake beard)                                          | Colin Bucksey | Tony McNamara                 | 2020. május 15. 2020. június 9.    |
| Péter cár egyre népszerűtlenebb lesz a nemesek köreiben, ahogy egyiküknek nem engedélyezi, hogy megtarthassa szakállát. Katalin megteszi az első lépéseket a puccs megszervezése érdekében. Marial tanácsát követve megpróbálja elcsábítani, és maga mellé állítani Orlov grófot. Ez azonban nem is olyan egyszerű feladat, Orlov gróf ugyanis kezdetben ellenáll Katalinnak. Miután azonban látja, hogy Péter milyen brutális módon bánik a helybéli nemesekkel, és nem hajlandó meghallgatni őt, úgy dönt, hogy mégis csatlakozik az összeesküvőkhöz. Közben Péter úgy akar bocsánatot kérni Katalintól, hogy maga ajánl fel a számára egy szeretőt. Katalin tudomást szerez arról, hogy az anyja milyen durván bánt Péterrel, aki ezért bosszúból egy üvegkoporsóban tartja a múmiáját és nem hajlandó eltemettetni. |     |                                                                   |               |                               |                                    |
| 3. | 3.  | És Ön, uram, nem Nagy Péter (And you Sir, are no Peter the Great) | Bert & Bertie | Tony McNamara                 | 2020. május 15. 2020. június 16.   |
| A palotában nagyszabású ünnepséget rendeznek a legendás orosz cár, Nagy Péter tiszteletére. Az ünnepségen Katalin megpróbálja beszervezni az összeesküvők közé a boldogtalan Velementov tábornokot. Később Péter – tudomásul véve felesége, Katalin boldogtalanságát – egy terméketlen szeretőt ajándékoz az asszonyának, akivel az utódnemzés veszélye nélkül szórakozhat. Katalin kezdetben tétovázik, Levnek azonban végül sikerül elbűvölnie az asszonyt. orlov és Marial azt javasolják, hogy játsszák ki Péter ellenében a féltestvérét, Ivánt, akit Erzsébet rejteget. Katalin megszégyeníti Lady Szvenszkát, amiért durván bánt Mariallal, ezért a nemeskisasszonyok ellene fordulnak. |     |                                                                   |               |                               |                                    |
| 4. | 4.  | Moszkvai öszvér (Moscow Mule)                                     | Bert & Bertie | Tess Morris                   | 2020. május 15. 2020. június 23.   |
| Katalinról elterjed az udvarban, hogy lóval közösült. A császárné megpróbálja megvédeni jó hírnevét, valamint a Levvel fennálló kapcsolatát. A kétfrontos küzdelem azonban teljesen elvonja Katalin figyelmét a puccstól. Időközben meghal a pátriárka, és újat kell választani a megüresedett helyére. Ezt kihasználva Orlov lehetőséget lát arra, hogy megpróbálja befolyásolni Péter cárt a döntésben, ki legyen az egyházi vezető utódja. Ő azonban az érsektől kér segítséget, mondván hogy egy isteni látomás segíthet. Pszichedelikus gombát fogyaszt, Katalin pedig épp hallucinációi közben talál rá az erdőben, és őt javasolja új egyházfőnek. |     |                                                                   |               |                               |                                    |
| 5. | 5.  | Háború és hányás (War and Vomit)                                  | Ben Chessell  | James Wood                    | 2020. május 15. 2020. június 30.   |
| Megújult erővel dúl a Svédországgal folytatott háború. Katalin és Erzsébet meglátogatják az orosz frontot. A katonák nyomorúságának látványa Katalint arra a céljára emlékezteti, hogy másként akar uralkodni Oroszországban. Grigor féltékenyen figyeli Péter cár és Georgina kapcsolatát, és megmérgezi Pétert, hogy véget vessen ennek. Amikor Péter megbetegszik, Velementov tábornok, Orlov gróf és Marial megpróbálják befolyásolni Katalint, hogy tegye meg a döntő lépést a hatalomátvétel felé. Csakhogy ott van még Iván is az öröklési sorban, akit Erzsébet megölet, csak azért, hogy elkerüljék a polgárháborút. |     |                                                                   |               |                               |                                    |
| 6. | 6.  | Ejtőernyő (Parachute)                                             | Ben Chessell  | Tony McNamara                 | 2020. május 15. 2020. július 7.    |
| Péter sikeresen túléli a merénylet-kísérletet. A halálközeli élmény megtapasztalása után másként lát sok mindent. Egyre nyitottabbá válik Katalin haladó, előremutató gondolataival, ötleteivel kapcsolatban, amelyek arra irányulnak, hogy a cári udvart megnyissák a művészetek és a tudományok előtt. Ezek a törekvései nem tetszenek az érseknek. Emellett szeretne az utódra, egy örökösre koncentrálni. Miközben Orlov gróf megpróbál utánajárni annak, hogy ki követhette el a merényletet Péter ellen, a saját démonaival szembesül. Katalin kéri Pétert, hogy helyezze vissza Marialt a jogaiba, de a cár azt feleli, hogy nem teheti, mert egy rosszul elsült tréfa miatt a nő apja nekrofíliát követett el Péter anyjának múmiájával. |     |                                                                   |               |                               |                                    |
| 7. | 7.  | Nyavalyás remény (A Pox on Hope)                                  | Colin Bucksey | Tony McNamara és Gretel Vella | 2020. május 15. 2020. július 14.   |
| Katalin örömmel figyeli a Péter személyében bekövetkezett változásokat, és optimistán viszonyul hozzájuk. Nagy reményeket fűz az együttélésük normalizálásához, és hogy újra felszínre törnek a régi érzelmek. Miközben a dolgok kedvezően alakulnak, váratlanul járvány tör ki a szolgák körében, és minden megváltozik: a himlőtől megrettent Péter visszatér a régi módszereihez. Péter orálisan kielégíti katalint, aki ezzel eldicsekszik Levnek is - a féltékeny szerető részegen bosszúból karikatúrákat kezd el terjeszteni a lóval közösülő cárnéról. |     |                                                                   |               |                               |                                    |
| 8. | 8.  | Húsgolyók a dácsában (Meatballs at the Dacha)                     | Colin Bucksey | Tony McNamara                 | 2020. május 15. 2020. július 21.   |
| Katalin előtt lehetőség nyílik, hogy bizonyságot tegyen a diplomáciában való jártasságáról: Péterrel és Velementov tábornokkal együtt találkoznak a svéd királlyal, Hugóval, hogy megvitassák, milyen feltételek között lehetne lezárni a háborút. Velementov végre közelről látja, hogy Katalin alkalmas egy ország irányítására, ezért úgy dönt, hogy támogatja a puccsot. A palotába visszatérve Lev el akarja hagyni az udvart. Marial megpróbálja ott tartani őt azzal, hogy tájékoztatja a puccsról. |     |                                                                   |               |                               |                                    |
| 9. | 9.  | A szerelem fáj (Love Hurts)                                       | Geeta Patel   | Tony McNamara                 | 2020. május 15. 2020. július 28.   |
| A feszültség egyre fokozódik, amikor Katalin, Orlov, Velementov tábornok, Lev és Marial megpróbálják a kisebb területi, regionális udvarokat az összeesküvők mellé állítani. Néhány embert végül félre kell állítani az útból, köztük Gorkijt, Péter legjobb barátját is meg kell ölniük, ami gyanús lesz Erzsébetnek. Péter úgy dönt, ha kell, mindenkit megkínoztat a palotában, hogy megtalálják a gyilkos árulókat, és közben őrséggel veteti magukat körül. Katalin önként vállalja, hogy megkínoztatja magát, hogy ezzel is szimpátiát keltsen. Grigor számonkéri Pétert a Georginával folytatott viszonya miatt, de Péter közli vele, hogy egyébként is beleszeretett Katalinba, aki ezalatt rájön, hogy terhes. Marial továbbra is küzd azért, hogy visszanyerje egykori pozícióját. |     |                                                                   |               |                               |                                    |
| 10. | 10. | A hód orra (The Beaver's Nose)                                    | Geeta Patel   | Tony McNamara                 | 2020. május 15. 2020. augusztus 4. |
| Katalin végső elhatározásra jut: úgy dönt, hogy a születésnapjára időzíti a puccsot. Pétert azonban nem olyan könnyű legyőzni, különösen, hogy biztosítékként túszul tartja Levet. Cserébe azért, hogy a régi státusát visszakapja, Marial elárulja Katalint Péter cárnak, és azt is, hogy terhes. Katalin a férje megöletését a születésnapi vacsorára tervezi, ám ekkor megjelenik az udvarban a híres filozófus, Voltaire, és belátja, hogy előtte ilyet nem tehet. Később Katalin Péter lemondását követeli, aki viszont közli, hogy Lev a túsza, és az életéért cserébe a puccs lefújását követeli. Katalin elmegy Velementovhoz, hogy segítsen neki kiszabadítani Levet, de a tábornok azt mondja, hogy ő reményt adott Oroszországnak, ami sokkal fontosabb. Emiatt Katalin inkább feláldozza Levet, de a puccsot megkezdi. |     |                                                                   |               |                               |                                    |

### Második évad (2021)
| Sor. | Év. | Cím                                 | Rendező       | Író                          | Premier                            |
| --- | --- | ----------------------------------- | ------------- | ---------------------------- | ---------------------------------- |
| 11. | 1.  | Ha fej, én győzöm (Heads It's Me)   | Colin Bucksey | Tony McNamara                | 2021. november 19. 2022. január 1. |
| Négy hónap telt el a puccs kezdete óta. Levet halottnak nyilvánítják, Katalin viszont hiszi, hogy még életben van, hiszen a testét nem találták meg. A palota egyik felét Katalin, a másik felét Péter hívei foglalják el. Katalin megpróbálja kifüstölni Péteréket, de Péter, Grigor és Georgina elmenekülnek egy vidéki birtokra. Mivel éheznek, elküldet a szakácsáért, Jean-Pierre-ért, akit követnek Katalin csapatai. Patthelyzet alakul ki. Katalin pedig úgy dönt, a szakáccsal főzet finomakat, hogy az illatukkal kínozza őket. Péter beleegyezik, hogy átadja a hatalmat Katalinnak, feltéve hogy minden este vele és a még meg nem született gyerekükkel vacsorázhat. Lemondása után ajándékba adja neki Lev levágott fejét, és később bizalmas körben megosztja, hogy vissza fogja szerezni a országot. |     |                                     |               |                              |                                    |
| 12. | 2.  | Faszfej (Dickhead)                  | Colin Bucksey | Tony McNamara                | 2021. november 19. 2022. január 1. |
| Katalin visszahozatja Pétert, Grigort és Georginát a palotába. KIbékül Mariallal, akinek nemesi címet ad és maga mellé vesz. Konfliktusba kerül az érsekkel, aki a vallásos oroszokat ellene akarja fordítani, ha ő valamiért meghalna. Elindítja lányiskoláját, a nemes hölgyek ellenállása ellenére is. Koronázása előtt találkozik a nemesekkel, ami nem megy zökkenőmentesen, mert még mindig tartja magát a pletyka, hogy egy lóval közösült. Egyikük, Tarzinszkij meg is fenyegeti a cárnőt, és csak az érsek jelenléte miatt fogja vissza magát. Az egyetlen ember, aki lelkesen áll Katalin személyéhez és reformjaihoz, az Basil, egy vidéki pap, Lev unokatestvére, aki elhozta neki a férfi leveleit. Katalint megkoronázzák, és első intézkedése a vallásszabadság kihirdetése, amivel felbőszíti az érseket. Katalin válaszul Basilt kívánja kinevezni a helyére. Péter arra vár, hogy Katalin teljes kudarcot valljon, és közben el akarja érni, hogy belészeressen. Grigor és Arkadij Katalin ellen szervezkednek. Erzsébet tanácsára Péter megkérdezi Katalintól, min kéne változtatnia: a válasz az, hogy kevésbé kellene agresszívnak lennie. Mindenesetre amikor Tarzinszkij faszfejnek nevezi, brutálisan megöli őt. |     |                                     |               |                              |                                    |
| 13. | 3.  | Végre egyedül (Alone at Last)       | Zetna Fuentes | Tony McNamara                | 2021. november 19. 2022. január 1. |
| Katalin rémálmokat lát Levről. Pétert azzal bünteti, hogy nem hagyhatja el a hálótermét, pedig kapott egy új kutyát is, akivel pedig szarvasgombázni ment volna. Georgina azt kéri Katalintól, hogy száműzze őt, csak hogy elhagyhassa ezt az országot. Hogy ne tudjon elaludni, és ne lásson rémálmokat, Katalin olyan szert kér az orvosától, ami ébren tartja. Felfokozott állapotba kerül, és ennek hatására kinevezi Basilt új érseknek. Orlovot elkezdi szorongatni a nagybátyja, Ványa, akinek kérésére arra használja Katalin állapotát, hogy engedélyt adjon a családnak hasznot hajtó út megépítésére. Péter további büntetése céljából bezárják mellé a halott anyja múmiáját. Péter, aki felidézi, hogy bánt vele gyerekkorában, összetöri a koporsót és tönkreteszi a múmiát. Összevész Katalinnal, felemlegeti neki Lev halálát, majd megszökik, és az erdőbe menekül. Velementov talál rá, aki emlékezteti rá, hogy gyerekkorában vele gombázott, és nem az apjával, ennek hatására Péter elkezdi feldolgozni gyerekkori bántalmazásait. Katalin meg akarja büntetni Pétert a gombák elpusztításával, de véletlenül azon a tisztáson köt ki, ahol Levet megölték, és ez felzaklatja őt. Grigor úgy dönt, nem tart Georginával, hanem Péter mellett marad. |     |                                     |               |                              |                                    |
| 14. | 4.  | Az ördög ebédje (The Devil's Lunch) | Zetna Fuentes | Tami Sagher                  | 2021. november 19. 2022. január 1. |
| Velementov szerint háborúba kellene kezdeniük a törökökkel, amit Katalin nem támogat, mert nem lenne sok értelme. Szundak török nagykövet, Péter régi barátja felkeresi Katalint, akinek nincs ínyére a törökök nőkkel szembeni lekezelő stílusa. Ezért szándékosan női tanácsadókkal veszi körül magát. Velementov viszonyba kezd Lady Szvenszkával, aki titokban Péter kémje, és elszólja magát előtte a háborúról. Katalin és Péter egyformán próbálnak udvarolni Szvenszkának, Pétert pedig frusztrálja, hogy Katalin érdeklődik a nagykövet iránt. Ezért fej fej mellett próbálnak hatalmas mulatságot szervezni. Végül megállapodnak a békében, csakhogy Arkadij és Tatjána, akik azt hiszik, hogy a cár érdekében lépnek, megölik a követet. Marial tanácsára az érsek igyekszik visszaszerezni pozícióját, Marial pedig viszonyt kezd Grigorral. Erzsébet tanácsára Katalin előbb egy közkatonával próbálja kielégíttetni magát, majd Péterrel. |     |                                     |               |                              |                                    |
| 15. | 5.  | Állati ösztönök (Animal Instincts)  | Matthew Moore | Tony McNamara                | 2021. november 19. 2022. január 1. |
| Katalin megbánja, hogy intim viszonyra lépett Péterrel, Péternek viszont tetszik, hogy milyen hatást gyakorolt rá. Ennek Erzsébet örül, Grigor viszont kevésbé. Erzsébet tanácsára Péter rejtélyesebb lesz Katalin előtt, hogy ügyesebben csábíthassa el. A palotában váratlanul felbukkan egy krokodil, ami megharapja Erzsébetet is, és szabadon kószálva pánikot okoz. A nép körében elterjed, hogy talán egy démon vagy egy ómen, Basil szerint ráadásul megjelenése isteni üzenet. Az érsek bejelenti, hogy egyedül ő képes olvasni az ómenekben, amiből Katalin rájön, hogy ő hozhatta az udvarba az állatot. Ő meg is mondja nyíltan, hogy hacsak nem állítja vissza a pozícióját és nem vonja vissza a vallásszabadsági rendeletet, el fogja terjeszteni, hogy mindez arra utaló jel, hogy nem szabad a trónon ülnie. Katalin Péter segítségét kéri, aki tapasztalt vadász, de mégsem segít, mert inkább vele töltene több időt. Végül Katalin kénytelen engedni az érseknek, aki varázsgomba útján mutatja meg az utat Istenhez, és végül megegyeznek, hogy mindketten Oroszország javát akarják. Mariel találkozik egy öreg jobbágy-asszonnyal, Cidrivel, akit túl öregnek tartanak bármilyen munkához, ezért ő fogadja fel. Katalin a krokodilt ópiummal mérgezett egerekkel fogja meg, de amikor bemutatja mindenki előtt, a feldühödött nép agyonszurkálja. Aznap este együtt táncol Péterrel, majd visszakozik, miután túl intimnek ítéli meg a helyzetet. |     |                                     |               |                              |                                    |
| 16. | 6.  | Egyszerű tréfa (A Simple Jape)      | Matthew Moore | Tony McNamara & Gretel Vella | 2021. november 19. 2022. január 1. |
| Péter egy találkájuk során megvádolja Katalint, hogy csak szexre kell neki, és nem akarja neki azt mondani, hogy szereti őt. Miután találkozik a lányiskola tanulóival, és azok azt mondják neki, hogy nem elég gyorsan haladnak a reformok. Katalin eldönti, hogy azonnal felszabadítja az összes jobbágyot. Orlov türelemre inti, Katalin viszont meg akarja leckéztetni a nemességet, ezért tréfát eszel ki. Beöltözteti Cidrit nemes hölgynek, és úgy is mutatja be mindenkinek. Lady Szvenszka bekapja a csalit, és megszégyenül, amikor Katalin leleplezi a trükköt. Basil váratlanul bejelenti távozását az érseknek. Grigor erőszakkal megszerzi Orlovtól a jobbágyfelszabadítás terveit, és ennek birtokában a nemesség Katalin ellen fordul. Katalin azonban nem hátrál meg, emiatt az udvarban lázadás tör ki, amit Péter az előnyére fordít. Azt tervezi, hogy a dublőre, Pugacsov segítségével megszökik és túszul ejti Katalint. A kialakuló káoszban Lady Szvenszka megöli Cidrit. Katalin eleinte nem hajlandó engedni, majd tehetetlenségében könnyekben tör ki, és amikor Péter így üt rajta, megsajnálja őt. Velementov leveri a lázadást, Marial pedig bosszúból megöli Lady Szvenszkát. |     |                                     |               |                              |                                    |
| 17. | 7.  | Tűzőgép (Stapler)                   | Ally Pankiw   | Tony McNamara                | 2021. november 19. 2022. január 1. |
| Katalin tudományos kiállítást hirdet az új találmányok feltalálóinak, Marial pedig azt reméli, hogy ezzel kijön a depressziójából. Péter eldönti, hogy nem akar cár lenni, amivel felbőszíti Grigort. Felajánlja, hogy ő is nevez egy találmánnyal, habár ez annyit takar, hogy ellopja másvalakiét. Ráadásul Katalint a lázadás során több szövetségese is elhagyta és ez kétségbeeséssel töltötte el. Az érsek váratlanul megcsókolja Basilt, és ezt megvallja Marialnak. Miközben Grigor azon mesterkedik, hogy elérje Katalin lemondását, megérkezik az anyja, Johanna hercegnő. Katalin csak szidást kap az anyjától, mert a testvérei sikeresebbek nála, ráadásul az udvartartását is kemény szavakkal illeti. Orlov pénzt lop a kincstárból, hogy segíthesse a családját. Erzsébet figyelmezteti Pétert, hogy el kell nyernie Johanna jóindulatát, aki nem akar ezzel foglalkozni, de a nő megpróbálja elcsábítani őt. Katalin egy jobbágya javaslatára új találmánnyal, egy hullámvasúttal nevez. |     |                                     |               |                              |                                    |
| 18. | 8.  | Hét nap (Seven Days)                | Ally Pankiw   | Tony McNamara                | 2021. november 19. 2022. január 1. |
| Földimogyoró kerül az udvarba, amire Johanna allergiás lesz, és ezt merényletkísérletként értékelik. Johanna egy listát ad át Katalinnak, hogy kiket kell megölni, és köztük van Erzsébet és Marial is. Johanna továbbra is megpróbálja elcsábítani Pétert, azt állítva, hogy ez nem minősül megcsalásnak. Egy orvosi vizsgálat után megállapítják, hogy Katalin gyereke egy héten belül meg fog születni. Miközben az udvar erre készül, Katalin képtelen leállni, és továbbra is az udvar ügyeivel foglalkozik. Péter az erdőbe megy, hogy a hagyományoknak megfelelően megássa a sírt arra az esetre, ha Katalin belehalna a szülésbe. A törökök pozitív jeleket küldenek a diplomáciai tárgyalásokkal kapcsolatban, melyről kiderül, hogy orgyilkossági kísérlet. Johanna felfedi terveit: azt szeretné, ha Péter újra cár lenne, mert így újabb lányát adhatja férjül, ezúttal a francia királyhoz, és Katalin is királynő maradhatna. Csakhogy egy csábítási kísérlete közben kizuhan az ablakon és szörnyethal. Erzsébet, Péter és Marial eltüntetik a holttestet és azt hazudják mindenkinek, hogy hirtelen távozott. Katalinnál beindul a szülés. |     |                                     |               |                              |                                    |
| 19. | 9.  | Dióérés (Walnut Season)             | Colin Bucksey | Tony McNamara & Gretel Vella | 2021. november 19. 2022. január 1. |
| Megszületik Péter és Katalin fia, Pál. Hat héttel a szülés után Péter látványosan kerüli Katalint, mert fél, hogy eljár a szája az anyjával kapcsolatban. Miközben a törökökkel továbbra is zajlik a háború megérkezik Svédországból az elüldözött Hugó király és neje. Georgina is visszatér az udvarba, látszólag azért, mert a francia eszméket szeretné terjeszteni, a valóságban azonban meg akarja buktatni Katalint és vissza akarja szerezni Grigort. A férfi most Mariallal van együtt, akinek meghal az apja, az örökséget pedig kiskorú unokaöccse, Makszim kapná. Hugó megpróbálja meggyőzni Katalint, hogy adjon seregeket a svéd trón visszafoglalásához, sikertelenül, ezért ő is az ellene összeesküvők közé áll, abban bízva, hogy majd Péter segít. Péter véletlenül elszólja magát Erzsébet előtt, hogy annak idején az anyuk vízbe fojtotta a fiát - Erzsébet erre pánikszerűen elhagyja az udvart Pállal. Katalin és Péter utánuk indulnak, és útközben Péter továbbra is sikeresen tűrtőzteti magát, hogy ne mondja el, mi történt Johannával. Az érsek küszködik a szexualitásával, miközben Marial férjet keres az örökség biztosítása érdekében - rájön, hogy az a legegyszerűbb, ha Makszimhoz megy hozzá. Az érsek leleplezi Orlovot, aki a kincstárból lopott. Miközben Péter és Katalin szenvedélyesen szeretkeznek, Grigor véletlenül elszólja magát Marial előtt Johanna haláláról.                                                       |     |                                     |               |                              |                                    |
| 20. | 10. | Esküvő (Wedding)                    | Colin Bucksey | Tony McNamara & Fiona Seres  | 2021. november 19. 2022. január 1. |
| Miközben Marial az esküvőjét tervezi, a törökök találkozni akarnak Katalinnal. Neki közben Marial, Grigor könyörgése ellenére, elmondja, mi történt az anyjával. A lesújtott Katalin így indul találkozni a török szultánnal. Dühöngeni kezd Erzsébettel a titkolózás miatt, Velementovval pedig a háború miatt. Mikor Grigor rájön, hogy Katalin mindent tud, figyelmezteti Pétert, akivel az udvar elhagyására készülnek. Péter azonban az utolsó pillanatban meggondolja magát, mondván a fiát nem szakíthatja el az anyjától. Mindezalatt Katalin és Péter egymástól is függetlenül azon őrlődnek, hogy a helyzetükre csak kétféle megoldás van: vagy megölik a másikat és elfoglalják a trónt, vagy megbocsátanak egymásnak. Katalin találkozik III. Musztafa szultánnal, akivel megpróbál tárgyalni, de a férfi keresztüldöfi a kézfejét egy tőrrel. Válaszul megöli őt majd elmenekül Erzsébettel. Miközben Péter támogatói puccsot terveznek, Katalinéi azon tanakodnak, hogyan tovább. Végül az érsek úgy dönt, Oroszország érdekében Katalin mellé áll. Makszim és Marial esküvőjén Katalin beolvas Péternek, majd megbocsátóan nyilatkozik, és kéri, hogy találkozzanak a szobájában. Később aztán Velementov megérkezik, és Katalin parancsára számos vendéget őrizetbe vesz. Katalin a találkozó során többször leszúrja hátulról Pétert - csakhogy kiderül, hogy az valójában a dublőr Pugacsov, aki túléli a merényletkísérletet.                         |     |                                     |               |                              |                                    |

### Harmadik évad (2023)
| Sor. | Év. | Cím                                           | Rendező        | Író                         | Premier                            |
| --- | --- | --------------------------------------------- | -------------- | --------------------------- | ---------------------------------- |
| 21. | 1.  | Golyó vagy medve (The Bullet of the Bear)     | Matthew Moore  | Tony McNamara               | 2023. május 12. 2023. október 24.  |
| Katalint gyötri a bűntudat, azért, amit Pugacsovval tett, Péter pedig az egyensúlyt keresi a Katalin iránt érzett szerelme és aziránt, hogy azt tegye, amihez kedve szottyan. Orlov dühöng, amiért Péter még életben van, és ezért elhagyja Katalint. Ő pedig a játszmázás fortélyainak elsajátítása érdekében Erzsébet és az érsek tanácsait kéri ki. Péter segít megúszni barátainak a rájuk váró halálbüntetést. Georgina, akit nem tartóztattak le, pánikba esik, és ezért hűséget fogad Katalinnak, akinek ezt bizonyítandó le kell lőnie Tatjánát. Katalin ezután úgy dönt, hogy mindenkit visszafogad, aki hűséget esküszik neki, kivéve Marialt, akinek az árulását nem tudja megbocsátani. Miközben ő és Péter az erdőben sétálnak, Katalin véletlenül lelövi Orlovot, akinek a holttestét medvék tépik szét. |     |                                               |                |                             |                                    |
| 22. | 2.  | Válasszon fegyvert (Choose Your Weapon)       | Matthew Moore  | Tony McNamara               | 2023. május 12. 2023. október 31.  |
| A brit nagykövet felkínálja Menorca szigetét Oroszországnak, ha cserébe tízezer katonát küldenek az amerikai függetlenségi harcok leverésére. Eközben az amerikaiak képviselője lenyűgözi Katalint a demokráciáról szóló szózataival, amivel irigységet kelt Péterben. Hugót is zavarja az amerikaiak befolyása, Ágnes pedig meg akarja győzni Velementovot, hogy csatlakozzon hozzájuk Svédország visszafoglalására. Marialt bosszantja, hogy a cárnő már nem tekinti barátjának, és próbál békülni. Közben Makszim rájön, hogy újdonsült neje és Grigor közt viszony van, ezért párbajra hívja ki Grigort. A párbajban Grigor saját maga helyett egy Makszimmal egykorú fiút állít ki, akit Makszim simán lelő és ezzel győz. Katalin végül a brit nagykövet ajánlatát fogadja el, ám szándékosan húzza az időt, hogy mire a csapataik odaérnének, már ne számítson, így egyik féllel se kerülne rossz viszonyba. Később lefekszik az amerikai nagykövettel, amivel elhenceg Péternek |     |                                               |                |                             |                                    |
| 23. | 3.  | Önök, a nép (You The People)                  | Sheree Folkson | Tony McNamara               | 2023. május 12. 2023. november 7.  |
| Katalin gyűlést hív össze, hogy meghallgassa az orosz népet és új, haladó szellemű törvényeket fogadjon el. Első intézkedéseként büntetendővé akarja tenni a gyilkosságot, aminek sokan nem örülnek a nemesség, a kereskedők, de a parasztok körében sem. Az egyetlen döntés, amit meg tudnak hozni, hogy minden falu alanyi jogon kapjon egy majmot. Péter meg akar ölni egy Szimic nevű férfit, aki visszatért a gyűlés miatt az udvarba, mert fiatalkorában szexuálisan zaklatta őt, Grigort és Georginát is. Katalin csak igen nagy nehézségek árán éri el, hogy Péter elálljon a szándékától. Erzsébet megmérgez egy gazdag kereskedőt, és a halálfélelmét kihasználva manipulálja őt, hogy támogassa Katalint, ezalatt az érsek a vallásuk útján, rájuk ijesztve éri el ugyanezt a parasztoknál. Marialt elviszi a szolgálója a sérült Pugacsovhoz, aki bújkál, ezalatt Péter visszautasítja Georgina közeledését. Velementov vért kezd el köhögni, ezért úgy gondolja, hogy haldoklik. Csak Katalinnal osztja ezt meg, aki arra kéri, hogy menjen el Dr. Vinodelhez. Az epizód végén Péter, Grigor és Georgina végül mégis megölik Szimicet, Katalin azonban, aki tud minderről, úgy dönt, hogy nem vesz róla tudomást. |     |                                               |                |                             |                                    |
| 24. | 4.  | Szarvas (Stag)                                | Sheree Folkson | Tony McNamara & Fiona Seres | 2023. május 12. 2023. november 14. |
| Péter egy rituálét szeretne végrehajtani Pállal: egy szarvas hátára kötözve akarja lelőni az állatot úgy, hogy a fiú közben sértetlen marad. Katalin megtiltja ezt, és azt is, hogy a gyermeket felszenteljék, mert dühös lesz, miután megtudja, hogy a fia első szava a "pina" volt, és attól fél, hogy olyanná válik majd, mint az apja. Ez a döntése botrányt kelt, miután a felszentelés kötelező eleme a trón öröklésének. Katalin és Péter házassági tanácsadó segítségét kérik a konfliktusaik megoldása érdekében. Ágnes továbbra is Velementov meggyőzésén ügyködik, Georgina pedig a haladó szellemű ideákat osztja meg az udvarral, bár sokak szerint csak színlel. Marial kiáll Katalin mellett a felszentelés elhagyásának kérdésében, így újra barátnők lesznek. Később megtudja, hogy Pál második szava a "könyv" volt, ezért beleegyezik, hogy legalább a szarvasos ceremóniát megtartsák. Péter a felszentelést is meg akarja ejteni titokban, ezért altatószerrel kábítja el Katalint, hogy el tudja vinni Pált, de az utolsó pillanatban meggondolja magát. Emiatt azonban az érsek dühös lesz és felbátorítja Pugacsovot, hogy lépjen fel Katalin ellen. |     |                                               |                |                             |                                    |
| 25. | 5.  | Svéd recept (Sweden)                          | Jaffar Mahmood | Tony McNamara & Ava Pickett | 2023. május 12. 2023. november 21. |
| Pugacsov, aki magát a valódi Péternek kezdi el beállítani, elkezdi lázítani a népet. Ennek keretén belül városokat gyújtanak fel és Katalinra emlékeztető figurákat pusztítanak el. Marial kérdőre vonja az érseket, aki azt mondja, hogy mindezt azért tette, hogy Katalin kétségbeessen, aztán ő a megmentő szerepében tetszelegjen és ezzel az egyház visszanyerje a hatalmát. Katalin és Erzsébet elkezdik gyanítani, hogy valaki áll Pugacsov mögött, és Velementovot kérik fel, hogy járjon utána, ki az. Ágnes azonban kihasználja a helyzetet. Pétert elkezdi gyötörni az apja szelleme, amit kihasznál Hugó, és rábírja, hogy vezessen egy nagy hadjáratot, csak hogy megfeleljen az apjának. Ezért Péter elhatározza, hogy hadsereget vezet Svédország visszafoglalására, Velementov segítségével, mindezt Katalin tudta nélkül. |     |                                               |                |                             |                                    |
| 26. | 6.  | Jég (Ice)                                     | Jaffar Mahmood | Tony McNamara               | 2023. május 12. 2023. november 28. |
| Péter és Velementov már úton vannak Svédország felé, amikor Katalin és Grigor utolérik őket. Hiába próbálja Katalin lebeszélni, ő akkor is tovább akarja folytatni a hadjáratot. Váratlanul beszakad a lova alatt a jég, ő pedig bezuhan a léken át és meghal. Hugo mindennek ellenére meggyőzi Velementovot, hogy menjenek tovább. Az érsek és Pugacsov megbeszélik a stratégiájukat, de Erzsébet tudomást szerez az érsek szerepéről. Marial kezd aggódni, hogy a dolgok elfajulnak, ezért elhatározza, hogy megöli Pugacsovot. Ezalatt Katalin és Grigor visszatérnek, teljes tagadásban azzal kapcsolatban, hogy látták Pétert meghalni, és fényűző reggelit tartanak. Később aztán Katalin továbbra is kitart amellett, hogy Péter él, Grigor azonban mindenkinek el akarja mondani az igazat - végül Georgina megtudja tőle. Pugacsov levelet küld, amiben közli, hogy kész megadni magát. |     |                                               |                |                             |                                    |
| 27. | 7.  | Móka (Fun)                                    | Matthew Moore  | Tony McNamara               | 2023. május 12. 2023. december 5.  |
| Georgina meggyőzi Katalint, hogy tartsanak egy fesztivált, ahol népszerűsíthetik a felvilágosodás tanait. Petrov tájékoztatja Katalint Pugacsov hollétéről, ezután az érsekkel vitázik, hogy tárgyaljanak vele vagy öljék meg. Marial és Makszim úgy döntenek, hogy végeznek vele, de a merénylet sikertelen marad, habár Makszim úgy hiszi, megölte őt. Katalin, aki még mindig tagadja a nyilvánvalót, egyre furábban viselkedik, eközben Erzsébet is rosszabbul érzi magát, ezért megpróbál rájönni, mi történhetett. Georgina meggyőzi Kátyát, hogy adja elő a Katalinról készített színdarabját az udvarban, ami annak profánsága miatt rosszul sül el, ezért Szibériába száműzik. Ezt követően Georgina elkezdi terjeszteni az udvarban Péter halálhírét, Katalin azonban szentül hiszi, különösen Makszim elmondása után, hogy Pugacsov halt meg. Amikor azonban Grigor sem bírja már magában tartani és elmondja mindenkinek, mi történt, Katalin összeomlik. |     |                                               |                |                             |                                    |
| 28. | 8.  | Péter és a farkas (Peter and the Wolf)        | Matthew Moore  | Tony McNamara & Ava Pickett | 2023. május 12. 2023. december 12. |
| Erzsébet és Petrov megpróbálják kiemelni Péter holttestét a jeges vízből. Miközben arra várnak, hogy kiolvadjon a jég, Erzsébet megosztja Petrovval aggodalmait és gyászát. Közben találkozik egy farkassal, amit spirituális látomásnak hisz, így búcsút tud venni Péter szellemétől. Velementov az invázió folytatását tervezi Svédország ellen, de Hugó közben inkább már egy új, saját állam megalapításán gondolkodik, erőszak nélkül. Erzsébet és Petrov rájuk találnak és visszaparancsolják őket Oroszországba. Katalin, aki még mindig sokkos állapotban van, bevezeti a válás intézményét, amivel akaratán kívül felzúdulást kelt. Marial panaszára visszakozik, majd újra lehetővé teszi a válást, de szigorú szabályok mentén. Makszim tájékoztatja Katalint, hogy Pugacsov még életben van és csapatokat gyűjt. Katalin először veszi fel Pált Péter halála óta, Grigor pedig bánatát vadászatba fojtja Arkagyij és Makszim segítségével. Marial hiába próbálja meggyőzni őt, hogy az új szabályok értelmében váljon el Georginától, őt ez nem érdekli, és a Péter iránt érzett gyásza miatt inkább Katalinnal tölti az időt. Másnap Katalin kérésére Grigor magával viszi Pált az erdőbe, miközben ő fegyvereket próbálgat. |     |                                               |                |                             |                                    |
| 29. | 9.  | Sors (Destiny)                                | Tricia Brock   | Tony McNamara & Fiona Seres | 2023. május 12. 2023. december 19. |
| Katalin minden nap orosz rulettet játszik, hogy próbára tegye, tényleg az-e a végzete, hogy uralkodója legyen az országnak. Megpróbál végezni Pugacsovval, de a támogatói megvédik őt. Erzsébet továbbra is szeretné elérni Pál felszentelését, de Katalin inkább biztonságban szeretné tudni a fiát. Marial és Georgina mindketten próbálják visszanyerni Grigor figyelmét, de ő rájuk se hederít. Tatjána és Arkagyij csatlakoznak Pugacsovhoz - bár Arkagyij tudja, hogy nem ő az igazi Péter, Tatjána szentül hiszi. Velementov megtudja, hogy a betegsége gyógyítható, ezért megbán mindent, amit tett. Ágnes és Hugó felajánlják szolgálataikat Oroszországnak Erzsébeten keresztül, aki azt akarja, hogy keressék meg Pált, akit Grigor rejteget. Petrov és Velementov terveket találnak ki Pugacsov megállítására, és bár Velementovval ért egyet, Petrovot hagyja Katalin a hadsereg élén. Később álöltözetben elmegy Pugacsov egyik gyűlésére, hogy megértse, miért olyan vonzó a nép számára. Ezalatt az érsek saját tervet sző, hogy elérje Pugacsov megadását. |     |                                               |                |                             |                                    |
| 30. | 10. | Egyszer volt, hol nem volt (Once Upon A Time) | Tricia Brock   | Tony McNamara               | 2023. május 12. 2023. december 26. |
| Pugacsovot végre elfogják, és Katalin megpróbálja kivallatni. Az érsek azonban titokban rábírja Makszimot, hogy lője agyon a férfit. Az udvari csillagász, Nyikolaj Sosztakics bejelenti, hogy a következő napokban egy üstökös fog végighaladni az égen. Petrov elhozza Katalinnak Pugacsov holttestét, közben pedig a lázadás egyre nagyobb méreteket ölt. Erzsébet arra bátorítja őt, hogy kezdje el uralni a helyzetet, máskülönben kénytelen lesz a helyére lépni. Miközben megint orosz rulettet játszik, egy merénylő tör rá, akit azon nyomban lelő a pisztolyával. Ezen felbátorodva végre túljut a gyászán és újra a régi lesz. Hugó hatására Georgina megtalálja Grigort és elveszi tőle Pált, hogy az érsekhez vigyék végre felszentelni őt. Közben azt tervezi, hogy hozzámegy feleségül, hogy így tegyen szert hatalomra, de Grigor megállítja és visszaszerzi a gyereket. Most már Grigor elég határozott ahhoz, hogy megkérje Marial kezét, ő viszont kétségek közt őrlődik. Végül Katalint választja és eljuttatja neki az érsek és Pugacsov levelezését. Katalin egy tervet eszel ki, melynek keretében az érsekkel, Makszimmal, Mariallal, Petrovval és Velementovval kezdi el terjesztetni Péter és Pugacsov halálhírét, de mindegyik más okot ad meg. Ezután megostromoltatja a lázadók főhadiszállását, majd sikeresen győzi meg a népet, hogy az üstökös egy isteni jel. Mindezek ahhoz vezetnek, hogy bármilyen szituációt képessé válik uralni bármikor. Erzsébet ezt látva úgy dönt, hátralép. Az érsek árulását Katalin úgy bünteti meg, hogy élve eltemetteti majd rendelkezik, hogy vágják le a fejét - később Marial ássa ki őt. Végül Katalin új frizurát vágat magának, és örömében elkezd táncolni a palotában, miközben az üstökös elvonul Oroszország felett. |     |                                               |                |                             |                                    |

## Forgatás
2008-ban a Sydney Theatre Company bemutatott egy humoros darabot Nagy Katalin életéről, melyet Tony McNamara írt. Ezzel egyidejűleg filmforgatókönyvet is készített belőle – ez képezi a sorozat alapját, mely az alkotó tervei szerint hat évadig tarthat. 2018-ban a Hulu rendelte be a pilot epizódot, azzal a szándékkal, hogy egy minisorozatot forgat belőle. 2019. február 11-én a Hulu bejelentette, hogy egy egész évadot rendel be belőle.
A pilot epizóddal egyidejűleg derült ki, hogy Elle Fanning és Nicholas Hoult játsszák a főszerepeket. A forgatás 2018 novemberében kezdődött az angliai Yorkban, majd a hertfordshire-i Hatfield House-ban, a leicestershire-i Belvoir Castle-ben, és az olaszországi casertai királyi palotában.  Hever Castle-ben forgatták a svéd-orosz békekötés jeleneteit, a kenti Sevenoaks-ban pedig a hadseregekét. A második évadot 2020. november 4-én kezdték el forgatni.

## Fogadtatás
A sorozat alapvetően pozitív kritikákat kapott. Az Index cikke szerint "a sorozat egyszerre idézi fel Sophia Coppola Marie Antoinette című filmjét a dekadens francia udvarral, és Armando Ianucci (Oroszországban betiltott) Sztálin halála című filmjét, ahol mindenki folyton kavar, hazudozik és ügyeskedik, hogy életben maradjon egy szeszélyes, tökéletesen kiszámíthatatlan, ellenben teljhatalmú vezető mellett."
A Hetedik Sor Közepe szerint "stílusa nem annyira az abszurd, mint inkább csak a groteszk felé húz, sőt sokkal jobban koncentrál magára a gunyorosságra is, amelynek veleje nem az irracionális valóságot láttató kameramegoldásokban rejlik, hanem a párbeszédekben érhető tetten, amelyek sokszor cselekmény híján is eseményértékűek. Gyakorta azt a benyomást kelti a sorozat, hogy egy olyan 18. században járunk, ahol az emberek nem is tudnak egymással máshogy beszélni, csak az élcelődés „nyelvén”. A humor olykor erőltetett, de ezt egy szatírának irreleváns lenne felróni, pláne, hogy klisékerülő is emellett, sőt a Katalin idealizmusához kapcsolódó komikumok egészen eredetiek. [...] igényes és mulattató harca a különféle eszméknek és óriási erénye, hogy a harc görcsmentes marad, mert egy időben képes azt komollyá tenni Katalin személye és azzal együtt komolytalanítani is Péteré. Mintha e kettősségből születne meg az a kellemes azonosulási vonal, amelynek mentén a befogadó tökéletesen bele tud helyezkedni McNamara szatirikus világába, melynek lényege és egyben esztétikája, hogy egy konkrét történelmi kort nem a történelmi filmek és sorozatok modorával, hanem a kosztümösök bájával és bohémságával tár elénk."
A Dunszt szerint "egy olyan szatirikus hangvételű, markáns alkotói stílusjegyekkel bíró alkotás, mely nem az adott történelmi kor hiteles felidézésére vállalkozik, hanem a világtörténelem egy kivételes alakjának sajátos megközelítésű, valós és fikciós elemekre egyaránt építkező felemelkedéstörténetét meséli el.".
A Filmtekercs megemlíti, hogy "a lazán kezelt történelmi hűség felvetheti a túlzott politikai korrektség vádját is: a sztori túl feminista, és mégis mit keresnek színesbőrűek az orosz udvarban? Csakhogy Katalin vágya a nők taníttatására, útja a trónig nem a „kötelező erős női karakter” téves koncepciójából ered. Ahogyan a különböző etnikumú színészek alkalmazása sem: források szerint az észak-afrikai származású mórok már a 18. századi Oroszország palotájában jelentős szerepet töltöttek be. Ezért annak ellenére, hogy a The Great körvonalait a valóság adja, amit McNamara kiszínezett, ezen aspektusok még épp a kontúrhoz tartoznak."
A Smoking Barrels 8/10 pontot adott rá, úgy összegezve, hogy "eléggé hullámzó a sorozat egyes részeinek minősége, vannak köztük zseniálisak és felejthetőek egyaránt, az utolsó fejezetre ez sajnos fájóan igaz, de mindezzel együtt ez egy nagyon jó darab a saját műfajában, amelyet kár lenne kihagyni az életünkből, mert minden hiányossága ellenére nagyon szórakoztató."

## Díjak
- Satellite Awards 2021: legjobb női szereplő musical- vagy komédiasorozatban (Elle Fanning)

## Fordítás
Ez a szócikk részben vagy egészben  a   The Great (2020 TV series) című angol Wikipédia-szócikk ezen változatának fordításán alapul.  Az eredeti cikk szerkesztőit annak laptörténete sorolja fel. Ez a jelzés csupán a megfogalmazás eredetét és a szerzői jogokat jelzi, nem szolgál a cikkben szereplő információk forrásmegjelöléseként.